# ميخائيل جيمس داون
ميخائيل جيمس داون (بالإنجليزية: Michael James)‏ هو ملحن بريطاني، ولد في 15 يوليو 1988 في بلفاست في المملكة المتحدة.